# G&Uシステムサービス
G&Uシステムサービス株式会社 ( G&U System Service, Ltd. ) は、大阪市福島区に本社を置く企業。

## 概要
BIPROGY（旧・日本ユニシス）とグンゼによる合弁会社として2005年9月2日に設立された。 流通／製造業界向けソリューション開発の強化並びにアウトソーシング・サービスを提供する。